# Tom C. Bergroth
Tom Christian Einarsson Bergroth, född 5 oktober 1951, är en finländsk museiman och författare. 

## Biografi
Bergroth var fram till sin pension ordensintendent (tidigare ordensamanuens) vid Kungl. Maj:ts Orden och var tidigare huvudsakligen anställd som amanuens vid Åbo museicentral. 
Under sin militärtjänstgöring  var han forskare vid Finlands Krigsmuseum i Helsingfors. Han har även varit timlärare vid Åbo akademi och Åbo universitet i föremålsforskning och -kunskap, heraldik som hjälpvetenskap, m.m. sedan år 1981, i stil- och dräkthistoria sedan år 1983 och i museologi och utställningsteknik 1984–1997. Vid Konstindustriella högskolan i Helsingfors gav han föreläsningar i uniformshistoria 1978–1980, 1981 och 1986–1987. 
Tom C. Bergroth har publicerat böcker och artiklar om heraldik, riddarordnar och medaljer samt kring frimureri. Han har tidigare varit styrelseledamot i Societas Heraldica Scandinavica. Han har bland annat producerat följande utställningar för Åbo landskapsmuseum:
- Finska militära uniformer genom 125 år 1846-1971 (1972)
- Finsk heraldik i nutiden (1977)
- Finska civiluniformer 1809-1917 (1981)
- I guld och himmelsblått - Frimureri, ett ideal i tiden (1991)[3]
- Tre konungar på Åbo slott (1993)[4]

## Utmärkelser i urval
- Kommendör av Finlands Lejons orden (16 maj 2019)
- Frihetskorsets 3:e klass för medborgerliga förtjänster (1998)
- Riddare av Finlands Vita Ros' orden (2009)
- Åbo stads förtjänsttecken för 30 års tjänst (2002, för 20 års tjänst 1992)
- Riddare av danska Dannebrogorden (1983)
- Carl XVI Gustafs jubileumsminnestecken III (2016)
- Carl XVI Gustafs jubileumsminnestecken II (2013)
- Kronprinsessan Victorias och Prins Daniels bröllopsminnesmedalj (2010)
- Riddare av Kungliga Carl XIII:s orden (2009)[5]
- Kommendör av Kungliga Nordstjärneorden (2014, riddare av första klass 1998)
- Svenska Heraldiska Föreningens förtjänstmedalj i guld (2010)[6]
- Korresponderande Ledamot av Svenska numismatiska föreningen (2018)[7]